# Kreidler (Band)
Kreidler ist eine deutsche Band aus Düsseldorf, die 1994 gegründet wurde.
Sie verbindet elektronische mit akustischen Instrumenten und wird von der Kritik je nach Veröffentlichung als Techno, Pop, Avantgarde, Post-Rock, Ambient oder Electronica charakterisiert.
Kreidler war der Schriftzug auf einem T-Shirt, das Andreas Reihse an dem Tag trug, als seine Band Deux Baleines Blanches einen neuen Namen suchte. Er wurde in der Folge auch als eine Art Anagramm von Klein, Reihse, Schneider, Weinrich interpretiert.

## Geschichte

### Die Frühzeit
Im Jahr 1993 initiierten Andreas Reihse und Stefan Schneider von der Düsseldorfer Band Deux Baleines Blanches (Klein, Reihse, Schneider) gemeinsam mit Cor Gout von der Den Haager Band Trespassers W das Projekt Punt.(punkt)., eine Deutsch-Niederländische Kollaboration gegen den aufflammenden rechten Populismus und Rechtsradikalismus in beiden Ländern.
Sie organisierten Konzerte, veranstalteten Lesungen und veröffentlichten eine Single und eine Zeitung, die sich mit Formen und Möglichkeiten der künstlerischen (musikalischen) Intervention in Politik auseinandersetzte (Beiträge unter anderem von: Günther Jacob & Wohlfahrtsausschuss Hamburg, Attila the Stockbroker, Mayo Thompson, Erinna König, Dr. Ralf Bohn, Didi de Paris, Michel Sauer, Achim Greser, F.W. Bernstein, BüroBert, Anarchist Academy, Henk Oosterling, Andrea Zeitler).
Im Frühjahr 1994 veranstalteten sie einen Spoken-Word-Abend in Düsseldorf mit Celestine Raalte, Eddie Kagie, Attila the Stockbroker, Harald Sack Ziegler, Willem Jacobs und Cor Gout. Dort sprach sie der Lyriker Stan Lafleur an, ob die Band mit ihm einen Auftritt absolvieren würde. Zur gleichen Zeit lernten sie Detlef Weinrich kennen, der während des Rundgangs an der Kunstakademie Düsseldorf Platten als DJ Sport auflegte.
Der erste Auftritt von Kreidler feat. DJ Sport (mit Stan Lafleur) fand am 29. März 1994 in einer Bar der Düsseldorfer Altstadt statt.

### 1994–1996
Das erste Jahr von Kreidler war von der Auseinandersetzung mit Spoken Word Poetry geprägt. Die Band spielte instrumentale Musik, die von Dub und Electronica beeinflusst war, aber auch von den „Düsseldorfer Schulen“ der siebziger Jahre (Kraftwerk, Neu!, la Düsseldorf) und frühen Achtziger (New Wave, Neue Deutsche Welle, Ratinger Hof). Im Sommer 1994 erschien das erste Album Riva auf dem französischen Label A Contresens. Wo Riva noch zur Hälfte aus Stücken mit (gesprochenen) Texten bestand, war der im Frühjahr 1995 in Matthias Arfmanns Hamburger Studio aufgenommene Nachfolger rein instrumental. Das sieben Stücke umfassende titellose Mini-Album veröffentlichte das Kölner Label Finlayson.
Mit dieser Schallplatte wurden Kreidler von der Presse einerseits der Chicagoer Post-Rock-Schule um Tortoise zugeordnet, andererseits dem heraufbeschworenen Krautrockrevival. Was zum einen auf ihrer – zum damaligen Zeitpunkt für bemerkenswert erachteten – Verknüpfung von analogen und digitalen Instrumenten und Klängen beruhte, zum anderen aber auch darauf, dass die Band live ihre Stücke auf variablen Pattern aufbauten und diese variierten. Eindeutig in diesen Welten verwurzelt waren die Soloprojekte einzelner Mitglieder: Reihse und zeitweilig auch Klein arbeiteten seit 1996 mit dem ehemaligen Kraftwerk-/NEU!-/La Düsseldorf-Mastermind Klaus Dinger in der Formation la!NEU?, während Schneider mit To Rococo Rot die Möglichkeiten des Post-Rocks erforschte.
Kreidlers nächste Veröffentlichung, die Single Kookaï, war ein überraschend melodiöser Song, der die Spex an „nächtliche Fahrten durch Düsseldorfs Innenstadt und den Effekt menschenleerer Geschäftspassagen“ erinnerte.

### 1996
Im Herbst 1996 veröffentlichten Kreidler auf dem Label KiffSM das Album Weekend. Mit dieser Platte wurden sie von den Lesern der Spex im Jahresrückblick 1996 zum Newcomer des Jahres gewählt. „Gerade Homogenität der Mittel, Flexibilität der Strukturen sowie die Entwicklung des Albums an sich machen aus ‚Weekend‘ ein eigenständiges und angenehmes Wochenende“. Die Zeit schrieb: „Avantgarde, die auf Anhieb Spaß macht“. Auch international bekam das Album gute Kritiken. Und insbesondere andere Musiker erwiesen der Band ihre Wertschätzung, so David Bowie, Arto Lindsay, Momus, Ken Ishi, Pavement, Stereolab oder Nicolette.

### 1997
1997 führte der Erfolg von Weekend die Band auf eine Tournee durch Frankreich und zu ihren ersten Auftritten nach London. Im Anschluss veröffentlichten sie die Maxi-Single Fechterin, die vom Melody Maker zur Single of the Week gekürt wurde: “The three songs are the most precise exercises in exponential electronics I’ve heard since Kraftwerks Hall of mirrors, and just as danceable”. Im selben Monat erschien auf Stewardess die EP Resport mit Remixen von Pyrolator, Erik (MMM), L@n und Robert Lippok.

### 1998–1999
Den Nachfolger zu Weekend produzierten Kreidler im Studio von Mouse on Mars. Im Mai 1998 erschien das Album Appearance and The Park. Eine der ästhetischen Ideen zu dem Album war, zu verdeutlichen, dass die Bandmitglieder mit (anglo-amerikanischem) New Wave aufgewachsen waren und nicht mit der deutschen Rockmusik der 1970er Jahre. So wirkt schon das Coverartwork kalt, modelhaft, synthetisch, dabei knüpft das The Park im Titel an die Park-Fotografie auf der Hülle des Vorgängeralbums an. In den Stücken hört man deutlich den Roland-Juno-Synthesizer als Leadinstrument heraus, die Bassläufe erinnern an die Musik des Labels Factory Records, Soundeffekte an Postpunk und Sequenzer an den Synthiepop der 1980er Jahre. Die erste Singleauskopplung Au-Pair verband diese Elemente zu einer epischen Pop-Hymne. Das Video zum Stück wurde 1999 bei den Video-Awards auf den Internationalen Kurzfilmtage Oberhausen mit einem zweiten Platz ausgezeichnet.
Im Sommer 1998 erschien die EP Coldness, seit 1994 das erste Stück von Kreidler mit Gesang. Remixe kamen von Shantel und von Daniel Miller, dem Gründer von Mute Records und Produzenten von Depeche Mode, den die Band 1997 bei ihren ersten Auftritten in London kennengelernt hatten. Nun mixte er ihnen ein Stück Synthiepop. Das amerikanische Forced Exposure schrieb: “Kreidler's most outlandlishly accessible moment, in a synth-electro style that is totally captivating.”
Später im Jahr ging die Band dann auf ihre erste Festival-Tournee. So spielten sie unter anderem in Brighton (The Fringe) und Roskilde.
Ende 1998 trennten sich Kreidler und Stefan Schneider, der sein bisheriges Nebenprojekt To Rococo Rot zur Hauptsache machte. Am Bass fand die Band Verstärkung in Alex Paulick, dem Songwriter von Coloma. Im Frühjahr 1999 tourten sie in dieser Besetzung durch Großbritannien und gemeinsam mit Tarwater durch Frankreich und die Schweiz. Außerdem trennten sich Kreidler in diesem Jahr in einem Rechtsstreit von der Plattenfirma Play it again Sam, nachdem zuvor ihre A&R- und Kiffsm-Labelmanagerin Jutta Bächner gekündigt hatte.

### 2000–2001
1999 bezog die Band Räume in einem leerstehenden Postgebäude hinter dem Düsseldorfer Bahnhof, als Teil des Vereins „Innenstadt Mainstream e. V.“ – neben unter anderem dem Club für elektronische Musikprojekte EGO, dem Künstlerkollektiv hobbypopMUSEUM, den Musikern L@N, Antonelli Electr., The Bad Examples oder Background Records. Anfang 2000 begannen sie dort den Ausbau ihres Studios und anschließend mit den Aufnahmen für ein neues Album. Kreidler erschien auf Jutta Bächners neugegründetem Label Wonder. Die Musik klang sauberer, digitaler, aber mit einer Wärme, die sich deutlich von der modellhaften Kälte des Vorgängeralbums unterschied. Auch war das Songwriting eindeutiger, die Stücke auf Kreidler besaßen klare popsongartige Strukturen. Drei Lieder waren mit Stimme/Gesang, davon eines mit dem britischen Musiker Momus und ein weiteres mit dem Argentinier Leo Garcia.
Im Februar 2001 spielten Kreidler das erste Mal in New York. Neben einem Auftritt in der Knitting Factory war der eigentliche Grund eine Einladung des Düsseldorfer Fotografen Andreas Gursky: er wünschte, dass die Band mit einem Konzert seiner Retrospektive im Museum of Modern Art eröffnet.
November 2001 erschien eine EP mit den Chicks on Speed. Neben drei Eigenkompositionen beinhaltete sie auch eine Coverversion des Nick-Cave-Kylie-Minogue-Duetts Where the Wild Roses Grow. Hier allerdings mit vertauschten Rollen. Die Produktion erntete unter anderem 5 Sterne in der De:Bug, Spektakel in der Intro, Lobeshymnen in The Face, Wire, NME und fand sich wiederholt in den John-Peel-Playlists. Detlef Weinrich drehte drei Videoclips zum Album.

### 2002–2004
Anfang Februar 2002 gaben Kreidler im Kunstverein für die Rheinlande und Westfalen erste Einblicke in das neue Kreidler-Album Eve Future, das in barock-anmutendem Gewand Themen aus der Bandgeschichte variiert. Detlef Weinrich erstellte dafür sechs Kurzfilme, die in einer Installation mit Livemusik präsentiert werden. Das Video zu La Casa befand sich im April der Finalrunde des Muvi-Clip Awards auf den Internationalen Kurzfilmtagen Oberhausen.
Im Sommer 2003 wurde Kreidler vom Goethe-Institut zu einer Auftrittsreihe nach Südostasien eingeladen – acht Konzerte und ein Seminar in Singapur, Kuala Lumpur, Jakarta, Manila, Hanoi und Bangkok. Was Auswirkungen auf das im folgenden Jahr erschienenen Album Eve Future Recall zeigen sollte: „Mit geradezu mathematischer Akribie haben Kreidler perkussive Pop-Kleinode eingespielt, die an japanische Folklore, aber auch an die Metallophon-Musik aus Bali anknüpfen. Damit leisten Kreidler einen außerordentlichen Transfer: Sie rezipieren die Neue-Musik-Rezeption außereuropäischer Musik und verwandeln diese in Pop“, schrieb Martin Büsser.

### 2005–2008
In den folgenden Jahren wurde es ruhig um Kreidler. Mit Ausnahme des von Klein und Reihse komponierten Soundtracks zu Alexandra Sells Film Durchfahrtsland von 2005 und gelegentlichen Konzerten, traten die einzelnen Mitglieder mehr mit Soloprojekten in Erscheinung. Im Jahr 2008 allerdings fanden sich Klein, Reihse und Weinrich für eine neue Albumproduktion zusammen.

### 2009–2012
Im Oktober 2009 erschien das Kreidler-Album Mosaik 2014, am 4. März 2011 Tank mit insgesamt sechs Titeln bei Bureau B, im Oktober 2012 das Album Den.

### 2015
Im Frühjahr 2015 begleiteten Kreidler die Lesetour zu Der Tag, als meine Frau einen Mann fand von Sibylle Berg.

## Nebenprojekte
Thomas Klein nennt sich Clyne, Solyst und mit seiner Lebensgefährtin Petra Bosch Fauna. Andreas Reihse und Detlef Weinrich produzierten Techno als Binford, als April & Seasons remixten sie Kante, mit Alex Paulick und Rob Taylor nannten sie sich DarkPark. Detlef Weinrichs DJ-Alias ist Sport, solo veröffentlicht er als Tolouse Low Trax eine langsame, rhythmische Art von Clubmusik, die sich auf Oldschool-Electro bezieht. Außerdem ist er für das künstlerische/musikalische Programm der Düsseldorfer Bar Salon des Amateurs verantwortlich. Andreas Reihses Pseudonym lautet April, wenn es um elektronische/tanzbare Musik geht, unter eigenem Namen veröffentlicht er, als Herkules Duo Zweigang Automatik mit Thomas Brinkmann und als BadFrench mit Kiki Moorse. Darüber hinaus arbeiteten Reihse und Klein mit Klaus Dinger im Projekt la!NEU?.

## Gastmusiker
Gelegentlich arbeiten Kreidler mit Gastmusikern zusammen. So spielt auf zwei Stücken des Albums Weekend der heutige Kante-Bassist Florian Dürrmann alias Flo Metzger Gitarre; auf Kreidler singen der britische Singer-Songwriter Momus und der argentinische Popstar Leo Garcia, auf Eve Future Petra Bosch, und im Stück Von Valerie auf Eve Future Recall spricht Valerie Sajdik einen Text. Bei Konzerten improvisierten Kreidler Stücke gemeinsam mit Tarwater, Momus oder Add N to (X). Im ersten Jahr ihres Bestehens begleiteten sie regelmäßig Spoken Word-Künstler wie Stan Lafleur, Mithu oder Zappo.

## Diskografie

### Alben
- 1994: Riva
- 1996: Weekend (1999: amerikanische Version)
- 1997: Re-Sport (1998: japanische Version)
- 1998: Appearance and The Park (1999: amerikanische Version)
- 1999: Mort Aux Vaches (Live im Radio VPRO, Dezember 1997)
- 2000: Kreidler (2000: amerikanische Version)
- 2002: Eve Future
- 2004: Eve Future Recall
- 2009: Mosaik 2014
- 2011: Tank
- 2012: Den
- 2014: ABC
- 2017: European Song
- 2019: Flood
- 2022: Spells And Daubs
- 2024: Twists (A Visitor Arrives)

### EPs, Singles, Maxisingles
- 1995: (ohne Titel, wird oft aber als Sport referiert)
- 1996: Kookaï (Split-Single mit Superbilk)
- 1997: Fechterin
- 1997: (5-Stück 12″, weißes Vinyl, ohne Titel, nur in UK veröffentlicht)
- 1998: Au-Pair
- 1998: Coldness – Remixed
- 2000: Circles
- 2001: The Chicks on Speed Kreidler Sessions
- 2010: Impressions d' Afrique
- 2019: Nesindano (Single Version)
- 2023: Loisaida Sisters (feat. Khan of Finland)
- 2023: Hopscotch (Single Version)

### Auftragsarbeiten

#### Remixe
- 1997: Einstürzende Neubauten – Was ist ist
- 1997: Shantel – I'm not afraid
- 1999: A Certain Frank – I'll never leave you
- 1999: Adolf Noise – Heißen Sie?
- 1999: Lundaland – Uh yeh
- 1999: Trancegroove – Trainspotting
- 2000: Appliance – Hot Pursuit
- 2000: Faust – D.I.G.
- 2001: Station 17 – Lied der Doofen
- 2001: Depeche Mode – Goodnight Lovers
- 2001: Phillip Boa & The Voodoo Club – Eugene
- 2002: Metroplex – V2-2

#### Coverversionen
- 1995: Fehlfarben – Angst
- 2000: Franz Treichlers Copier Coller Soundbank – Coller und Copier, V/A – Copier-Coller (Subrosa)
- 2000: Joseph Haydn – Deutschland, V/A – Hmn (Sprawl)
- 2004: Hot Butter – Popcorn V/A – Popcorn Reheated (Stereodeluxe)

#### Filmmusik
- 2005: Alexandra Sell – Durchfahrtsland

## Videos
- 1996: Reflections, Regie: Michael Laakmann
- 1998: Au-Pair, Buch: Detlef Weinrich, Regie: Sebastian Kutscher
- 1998: Coldness (Sunroof Mix), Regie: Sebastian Kutscher
- 1999: Reflections, Regie: Markus Vater
- 2000: Sans Soleil, Regie: Giorgi Sumbadze
- 2000: Mnemorex, Regie: Markus Vater
- 2001: Mnemorex, Regie: André Niebur
- 2001: Circles, Regie: André Niebur
- 2002: Eve Future (6 Videos), Regie: Detlef Weinrich
- 2009: Mosaik 2014 (Trailer), Regie: Detlef Weinrich